# Servische verkiezingen 2022
De Servische verkiezingen van 2022 vonden op 3 april van dat jaar plaats. Bij de verkiezingen werden zowel een president als een nieuwe Nationale Vergadering (parlement) gekozen.

## Presidentsverkiezingen

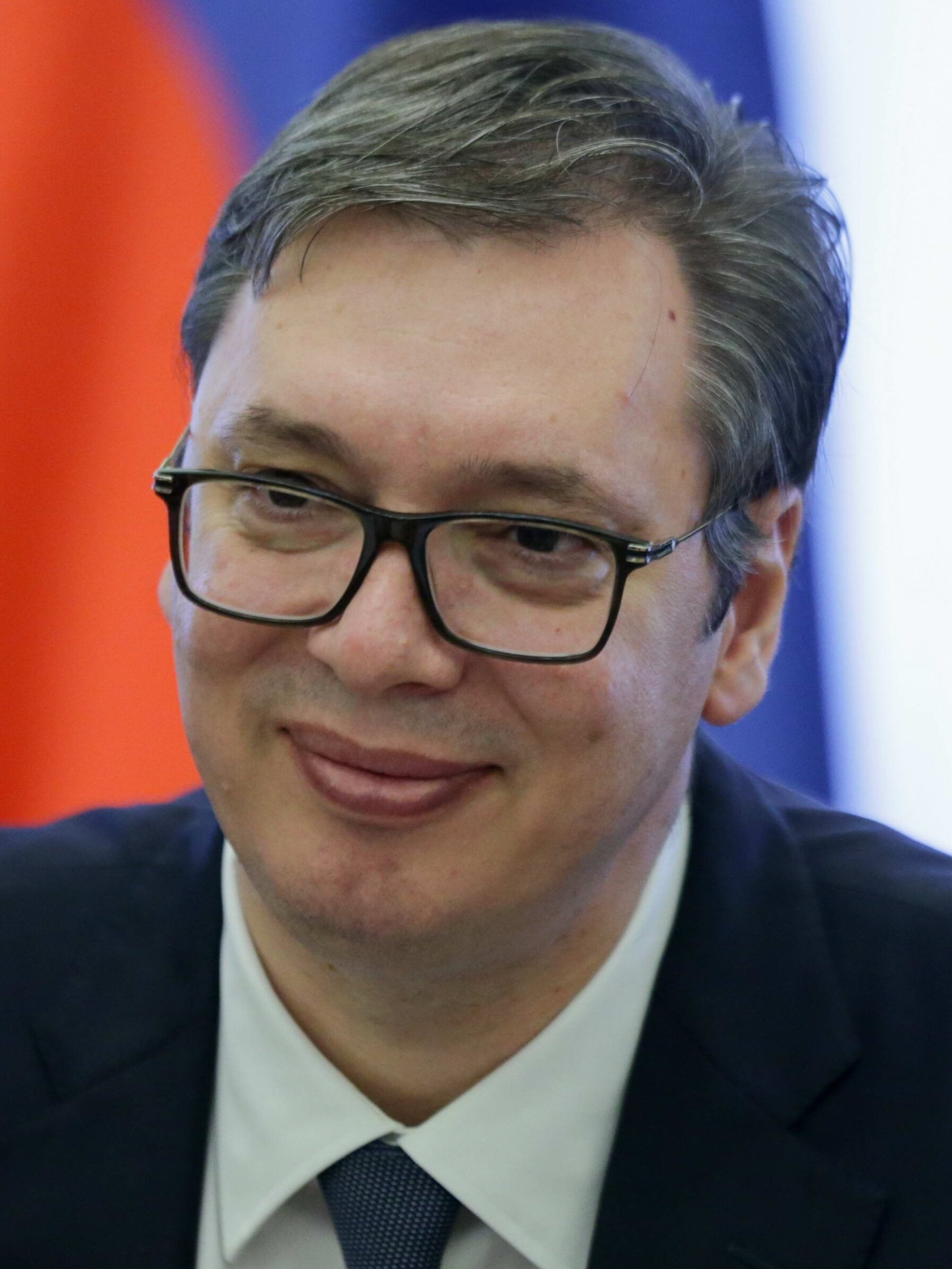
Zittend president Aleksandar Vučić (r. 2017) werd herkozen met 60% van de stemmen

De presidentsverkiezingen werden gewonnen door zittend president Aleksandar Vučić (*1970) van de regerende SNS-coalitie. Hij kreeg 60% van de stemmen. Zijn voornaamste tegenkandidaat Zdravko Ponoš (*1962) van de Volkspartij bleef steken op 18,84% van de stemmen. Omdat Vučić meer dan de helft van de stemmen kreeg, was een tweede ronde niet nodig.

### Uitslag
| Uitslag presidentsverkiezingen  | Uitslag presidentsverkiezingen  | Uitslag presidentsverkiezingen          | Uitslag presidentsverkiezingen | Uitslag presidentsverkiezingen |
| Kandidaat                       | Kandidaat                       | Partij                                  | Stemmen                        | %                              |
| ------------------------------- | ------------------------------- | --------------------------------------- | ------------------------------ | ------------------------------ |
|                                 | Aleksandar Vučić                | SNS-coalitie                            | 2.224.914                      | 60,01%                         |
|                                 | Zdravko Ponoš                   | Verenigd voor de Overwinning van Servië | 698.538                        | 18,84%                         |
|                                 | Miloš Jovanović                 | Nationaal Democratisch Alternatief      | 226.137                        | 6,10%                          |
|                                 | Boško Obradović                 | Dveri-POKS                              | 165.181                        | 4,46%                          |
| Overige kandidaten              | Overige kandidaten              | Overige kandidaten                      | 392.909                        | 10,60%                         |
| Totaal                          | Totaal                          | Totaal                                  | 3.707.679                      | 100,00%                        |
|                                 |                                 |                                         |                                |                                |
| Geldige stemmen                 | Geldige stemmen                 | Geldige stemmen                         | 3.707.679                      | 97,63%                         |
| Blanco/ ongeldige stemmen       | Blanco/ ongeldige stemmen       | Blanco/ ongeldige stemmen               | 89.933                         | 2,37%                          |
| Totaal uitgebrachte stemmen     | Totaal uitgebrachte stemmen     | Totaal uitgebrachte stemmen             | 3.797.612                      | 100,00%                        |
| Geregistreerde kiezers/ opkomst | Geregistreerde kiezers/ opkomst | Geregistreerde kiezers/ opkomst         | 6.502.307                      | 58,62%                         |
| Bron: RIK                       |                                 |                                         |                                |                                |

## Parlementsverkiezingen
De parlementsverkiezingen werden gewonnen door de regerende coalitie onder leiding van de SNS met de naam "Samen kunnen we alles voor elkaar krijgen". De coalitie, aan de macht sinds 2012, kreeg 44,27% van de stemmen, goed voor 120 van de 250 zetels. Ten opzichte van de parlementsverkiezingen van 2020 leed de coalitie echter een gevoelige nederlaag: er gingen 68 zetels verloren. Voor het eerst sinds 2014 beschikken de Servische Progressieve Partij (SNS) en bondgenoten niet meer over een parlementaire meerderheid.

### Uitslag
|                             |                                            |           |         |        |         |
| Partij                      | Partij                                     | Stemmen   | %       | Zetels | +/-     |
|                             | SNS-coalitie                               | 1.635.101 | 44,27%  | 120    | 68      |
|                             | Verenigd voor de Overwinning van Servië    | 520.469   | 14,09%  | 38     | NIEUW   |
|                             | SPS-JS-ZS                                  | 435.274   | 11,79%  | 31     | 1       |
|                             | Nationaal Democratisch Alternatief         | 204.444   | 5,54    | 15     | 15      |
|                             | We Moeten                                  | 178.733   | 4,84%   | 13     | NIEUW   |
|                             | Dveri-POKS                                 | 144.762   | 3,92%   | 10     | NIEUW   |
|                             | Partij van Servische Eedbewaarders         | 141.227   | 3,82%   | 10     | 10      |
|                             | Alliantie van Hongaren in Vojvodina        | 60.313    | 1,63%   | 5      | 4       |
|                             | Partij voor Gerechtigheid en Verzoening    | 35.850    | 0,97%   | 3      | 1       |
|                             | DSHV-ZZV                                   | 24.024    | 0,65%   | 2      | 2       |
|                             | Partij van Democratische Actie van Sandžak | 20.553    | 0,56%   | 2      | 1       |
|                             | Albanese Coalitie van de Preševo Vallei    | 10.165    | 0,28%   | 1      | 2       |
| Overige partijen            | Overige partijen                           | 282.413   | 7,64%   | 0      |         |
| Totaal                      | Totaal                                     | 3.693.328 | 100,00% | 250    | Stabiel |
|                             |                                            |           |         |        |         |
| Geldig uitgebrachte stemmen | Geldig uitgebrachte stemmen                | 3.693.328 | 97,04%  |        |         |
| Blanco/ ongeldige stemmen   | Blanco/ ongeldige stemmen                  | 112.722   | 2,96%   |        |         |
| Totaal                      | Totaal                                     | 3.806.050 | 100,00% |        |         |
| Stemgerechtigden/ opkomst   | Stemgerechtigden/ opkomst                  | 6.502.307 | 58,60%  |        |         |
| Bron: RIK                   |                                            |           |         |        |         |